# کلسپل (مونتانا)
کلسپل (به انگلیسی: Kalispell) شهری در ایالت مونتانا کشور ایالات متحده آمریکا است که جمعیت آن در سرشماری سال ۲۰۱۰ میلادی، ۱۹٬۹۲۷ نفر بوده‌است.